# 和寒駅
和寒駅（わっさむえき）は、北海道上川郡和寒町字北町にある北海道旅客鉄道（JR北海道）宗谷本線の駅である。電報略号はワサ。事務管理コードは▲121810。駅番号はW38。特急「宗谷」「サロベツ」含む全列車が停車する。和寒町の代表駅である。

## 歴史

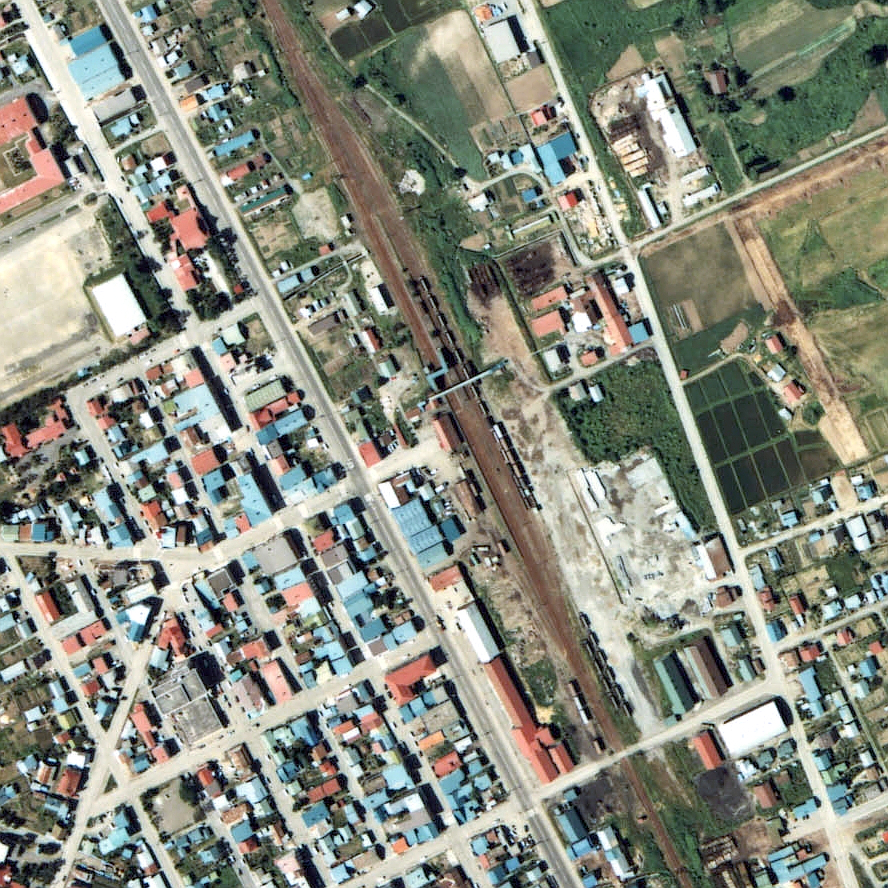
1977年の和寒駅と周囲約500m範囲。上が名寄方面。中央の跨線橋で結ばれた国鉄型配線の千鳥式ホーム2面3線と外に複数の副本線、駅舎横の旭川側に貨物積卸場と引込み線、その他旭川側の左右に多数の留置用引込み線がある。駅裏は細長いストックヤード。ホームの跨線橋の旭川側に東口への連絡橋が見える。かつては蘭留駅と同様に塩狩峠越えの補機用機関車が配備され、駅裏の名寄側に待機線と転車台を持っていた。周囲の草木で白い歪な円形状に見えるのが転車台跡。

- 1899年（明治32年）11月15日：北海道官設鉄道天塩線蘭留駅 - 当駅間延伸開業にともない設置[4]。一般駅[1][5]。
- 1900年（明治33年）8月5日：当駅 - 士別駅間延伸開業[4]。
- 1905年（明治38年）4月1日：鉄道作業局に移管[4]。
- 1912年（大正元年）9月21日：宗谷線に線名を改称[4]。
- 1919年（大正8年）10月20日：宗谷本線に線名を改称[4]。
- 1925年（大正14年）6月：構内に本線給水所を設置[5]。
- 1927年（昭和2年）1月1日:構内で「つたや」が立売業を開始[5]。
- 1935年（昭和10年）10月12日：駅舎改築[5]。
- 1949年（昭和24年）6月1日：公共企業体である日本国有鉄道に移管。この年、和寒駅旅行会が結成[5]。
- 1950年（昭和25年）6月：2番ホーム上で「つたや」が売店を営業開始[5]。
- 1953年（昭和28年）1月3日：寒波により給水設備が凍結。5日まで消防車による蒸気機関車への給水を実施[5]。
- 1957年（昭和32年）8月：駅舎待合室に売店開業[5]。
- 1967年（昭和42年）：給水設備（名寄機関区和寒駐泊転向給水業務）廃止[5]。
- 1968年（昭和43年）
  - 7月25日：補助コンテナ基地設置[5]。
  - 12月1日：永山保線支区の発足に伴い、和寒線路分区と線路班が廃止され、新たに和寒検査班が発足[5]。
- 1971年（昭和46年）10月：転車台・給水塔を撤去[5]。
- 1973年（昭和48年）：構内を跨ぐ人道跨線橋を設置[5]。
- 1974年（昭和49年）：新たな構内跨線橋を設置[5]。
- 1980年（昭和55年）：転轍機、信号機を継電連動化[6]。
- 1982年（昭和57年）11月15日：貨物取扱い廃止[1]。
- 1984年（昭和59年）
  - 2月1日：荷物取扱い廃止[1]。
  - 11月10日：駅員無配置駅となり[7]、出改札業務廃止、簡易委託化（連査閉塞運転要員はそのまま配置）。
    - 但し、地元自治体や国鉄労働組合（国労）の反対もあったため、当駅含む14駅は当面旅客案内用に合理化に伴う余剰人員を1名配置した[8]。
- 1986年（昭和61年）11月1日：電子閉塞化により連査閉塞運転要員無人化[9]。
- 1987年（昭和62年）4月1日：国鉄分割民営化により北海道旅客鉄道（JR北海道）の駅となる[10]。
- 1988年（昭和63年）11月30日：現駅舎に改築[6][11][12]。
- 1992年（平成4年）4月1日：簡易委託終了、以後士別駅派遣により出札業務を継続（末期はベニヤ板を外して窓口を開けていた）。
- 1995年（平成7年）4月1日：派遣による出札業務終了。無人化[12]。
- 2000年（平成12年）：同年3月11日のダイヤ改正に伴う旭川駅 - 名寄駅間高速化に関連し、同日までに分岐器の重量化（引き続き両開き型）・ホームの嵩上げを実施[13]。

### 駅名の由来
アイヌ語で、「オヒョウニレの木の・傍ら」を意味する「ワッサム（wat-sam）」に由来する。

## 駅構造
2面3線の島式・相対式の複合ホームを持つ地上駅。国鉄規格の木造駅舎は解体され、改築後の駅舎は西側1箇所にある。なお、駅舎内には当駅と宗谷本線に関係する歴史が記載された年表、古写真などが展示されている。
無人駅。自動券売機なし。ホーム間の移動は跨線橋を使う。

### のりば
| 番線 | 路線      | 方向 | 行先           |
| ---- | --------- | ---- | -------------- |
| 1    | ■宗谷本線 | 下り | 名寄・稚内方面 |
| 2・3 | ■宗谷本線 | 上り | 旭川・札幌方面 |

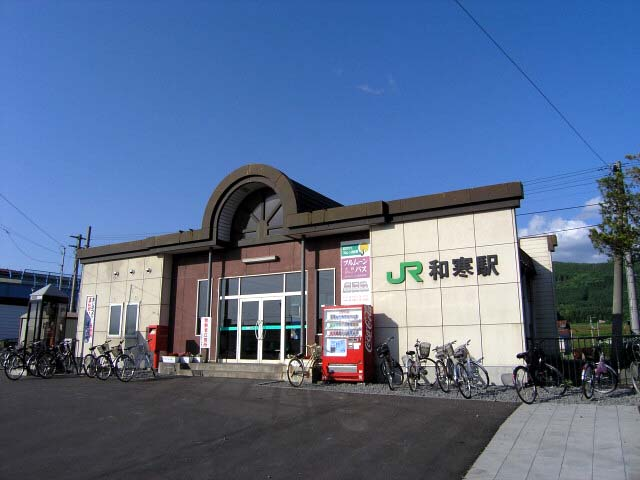
駅舎（2004年6月）
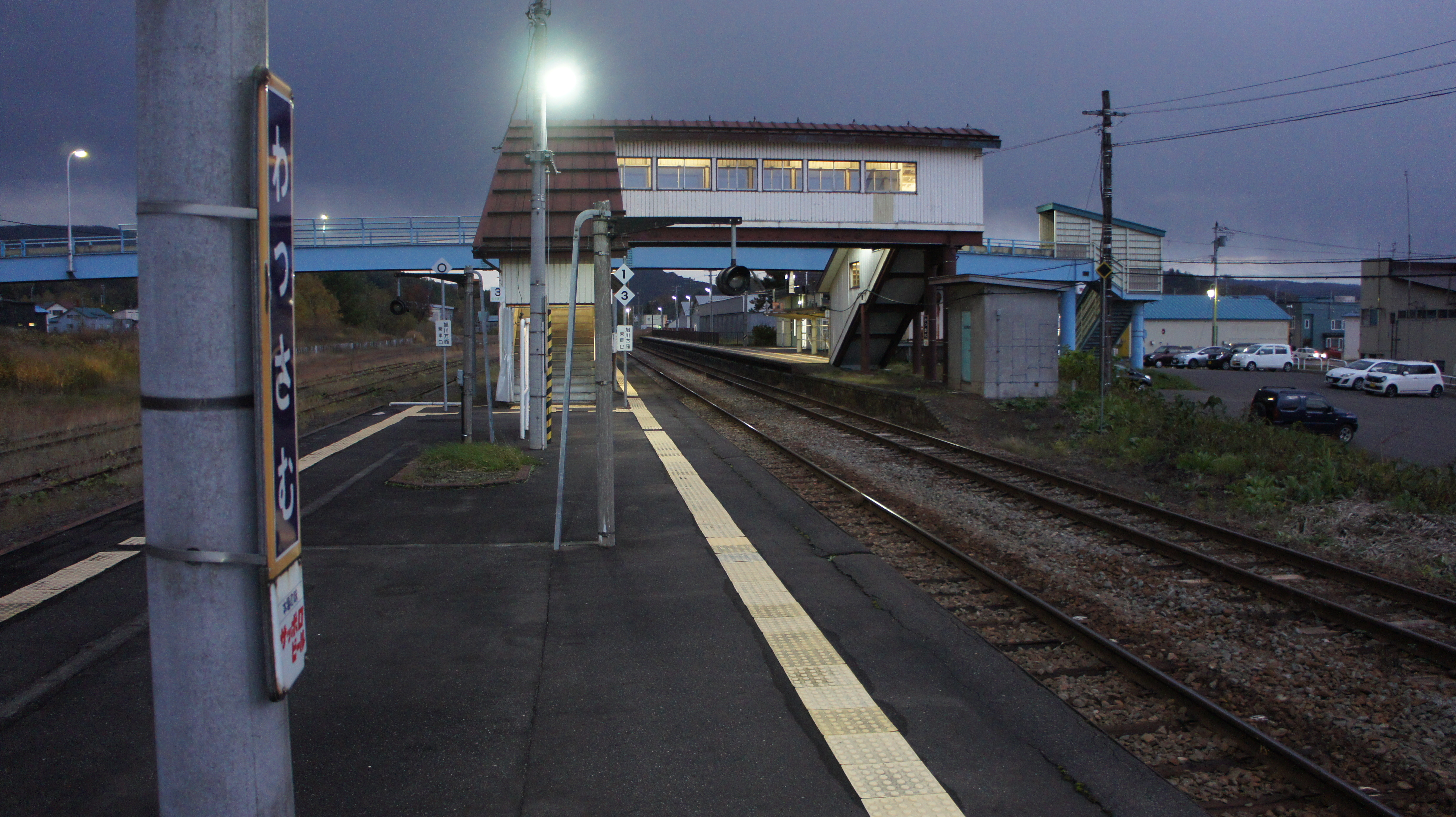
ホーム（2017年10月）
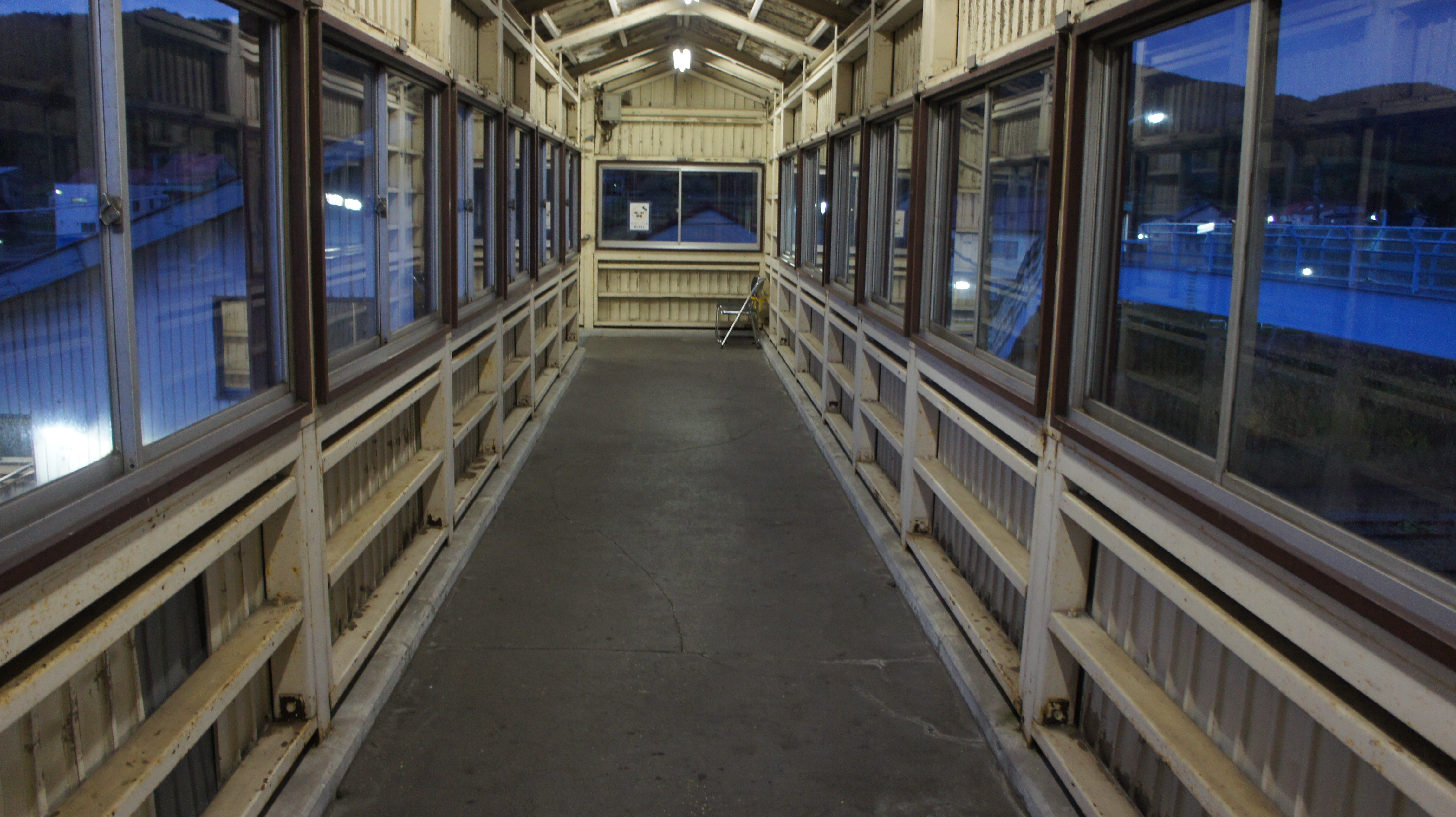
跨線橋（2017年10月）
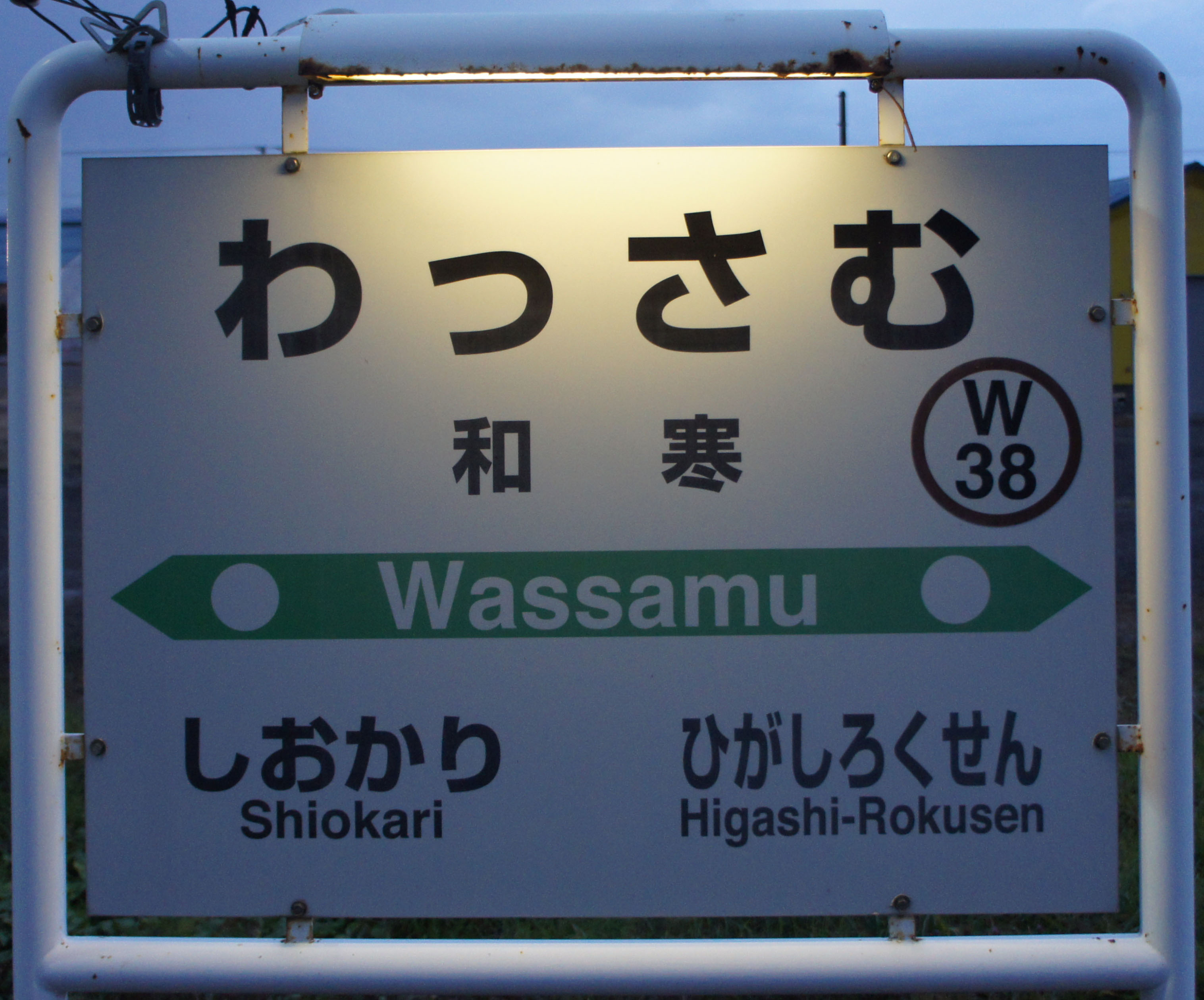
駅名標（2017年10月）

## 利用状況
乗車人員の推移は以下のとおり。年間の値のみ判明している年については、当該年度の日数で除した値を括弧書きで1日平均欄に示す。また、「JR調査」については、当該の年度を最終年とする過去5年間の各調査日における平均である。
| 年度               | 乗車人員（人） | 乗車人員（人） | 乗車人員（人） | 出典       | 備考                                      |
| 年度               | 年間           | 1日平均        | JR調査         | 出典       | 備考                                      |
| ------------------ | -------------- | -------------- | -------------- | ---------- | ----------------------------------------- |
| 1912年（大正元年） | 29,447         | (80.7)         |                | [ 5 ]      |                                           |
| 1915年（大正04年） | 24,008         | (65.8)         |                | [ 5 ]      |                                           |
| 1920年（大正09年） | 39,366         | (107.9)        |                | [ 5 ]      |                                           |
| 1924年（大正13年） | 47,242         | (129.4)        |                | [ 5 ]      |                                           |
| 1928年（昭和03年） | 53,887         | (147.6)        |                | [ 5 ]      |                                           |
| 1933年（昭和08年） | 49,870         | (136.6)        |                | [ 5 ]      |                                           |
| 1938年（昭和13年） | 72,675         | (199.1)        |                | [ 5 ]      |                                           |
| 1942年（昭和17年） | 115,340        | (316.0)        |                | [ 5 ]      |                                           |
| 1948年（昭和23年） | 169,405        | (464.1)        |                | [ 5 ]      |                                           |
| 1953年（昭和28年） | 208,988        | (572.6)        |                | [ 5 ]      |                                           |
| 1968年（昭和33年） | 273,044        | (748.1)        |                | [ 5 ]      |                                           |
| 1973年（昭和38年） | 281,992        | (772.6)        |                | [ 5 ]      |                                           |
| 1965年（昭和40年） | 250,775        | (687.1)        |                | [ 5 ]      | 一般乗車と定期券乗車の合算                |
| 1967年（昭和42年） | 200,440        | (547.7)        |                | [ 5 ]      | 一般乗車と定期券乗車の合算                |
| 1969年（昭和44年） | 173,679        | (475.8)        |                | [ 5 ]      | 一般乗車と定期券乗車の合算                |
| 1971年（昭和46年） | 152,483        | (416.6)        |                | [ 5 ]      | 一般乗車と定期券乗車の合算                |
| 1973年（昭和48年） | 148,888        | (407.9)        |                | [ 5 ]      | 一般乗車と定期券乗車の合算                |
| 1978年（昭和53年） |                | 343.0          |                | [ 15 ]     |                                           |
| 2011年（平成23年） |                | (230)          |                | [ 16 ]     | 1日乗降人員平均：460人 前年に和寒高校廃校 |
| 2012年（平成24年） |                | (79)           |                | [ 16 ]     | 1日乗降人員平均：158人                    |
| 2013年（平成25年） |                | (71)           |                | [ 16 ]     | 1日乗降人員平均：142人                    |
| 2014年（平成26年） |                | (82)           |                | [ 16 ]     | 1日乗降人員平均：164人                    |
| 2018年（平成30年） |                |                | 97.6           | [ JR北 1 ] |                                           |
| 2019年（令和元年） |                |                | 88.2           | [ JR北 2 ] |                                           |
| 2023年（令和05年） |                |                | 57.8           | [ JR北 3 ] |                                           |

## 駅周辺
かつては塩狩峠を超える際に、当駅が機関車待機の拠点となっていた。駅前にはタクシー会社の営業所や食堂が立ち並んでおり、拠点であったことの名残がある。
- 国道40号
- 道央自動車道和寒インターチェンジ
- 和寒町役場
- 和寒町交流施設「ひだまり」[17] - 当駅スタンプ設置場所[18]・「わっさむ町食と観光情報案内所」併設[19]
- 士別警察署和寒駐在所
- 和寒郵便局
- 北星信用金庫和寒支店
- 北ひびき農業協同組合（JA北ひびき）和寒基幹支所
- 北海道和寒高等学校
- 和寒東山スキー場
- 和寒かぼちゃ王国
- 高速なよろ号・道北バス・和寒町営バス「和寒」停留所 - 旧・和寒ターミナル。バスレーンは旧ターミナルのものを流用する

## その他
前述したとおり、かつては当駅が機関車待機の拠点となっていたため、当駅で駅弁の立ち売り販売が実施されていたが、1995年に無人化されて以降は実施されていない。

## 隣の駅
北海道旅客鉄道（JR北海道）
■宗谷本線
「宗谷」「サロベツ」「なよろ」停車駅
■普通
塩狩駅 (W37) - 和寒駅 (W38) - *東六線駅 (W39) - 剣淵駅 (W40)
*:打消線は廃駅